# 洛索亚河畔加尔甘蒂利亚和皮尼利亚-德维特拉戈
洛索亚河畔加尔甘蒂利亚和皮尼利亚-德维特拉戈，是西班牙马德里自治区的一个市镇。总面积24.12平方公里，总人口368人（2013年），人口密度15.26人/平方公里。